# Lorinda Munson Bryant
Lorinda Munson Bryant (21 de marzo de 1855 − 13 de diciembre de 1933) fue una escritora y educadora estadounidense. Nació cerca de Granville, Ohio, en 1855, hija de Marvin M. Munson, un abogado, y Emma Sabin Culbertson. En 1875 se casó Charles W. Bryant, un farmacéutico. Su marido murió en 1886 y Lorinda Bryant quedó a cargo de la farmacia familiar. Se licenció en Ciencias en la Universidad Femenina de Granville en 1892. Al año siguiente estudió farmacia en la Universidad de Chicago, y después de sus estudios en la Universidad de Denison se convirtió en la primera mujer en Ohio en tener registro de farmacéutica.
Posteriormente estudió Ciencias en la Universidad de Cornell, y más tarde fundó la Escuela para Chicas de Montrose en New Jersey. La escuela cerró en 1905 y Bryant se dedicó a la escritura, publicando cerca de veinte libros. "A history of painting" fue publicada en 1906, considerada como una de sus obras más exitosas.
Sus demás trabajos incluyen:
- "What pictures to see in America" (1915),
- "Famous pictures of real animals" (1918),
- "Bible stories in bible language" (1922),
- "The children´s book of celebrated bridges",
- "The children´s book of celebrated towers", y
- "The children´s book of european landmarks".,[3][4][5][6]

Fue integrante de la Sociedad Geográfica Americana y del National Board of Review of Motion Pictures.